# Paxten Aaronson
Paxten Reid Aaronson (Municipio de Medford, Nueva Jersey, 26 de agosto de 2003) es un futbolista estadounidense que juega de centrocampista en el Eintracht Fráncfort de la 1. Bundesliga.

## Trayectoria

### Philadelphia Union
Comenzó su carrera en la Academia YSC del Philadelphia Union y jugó para el club en la Academia de Desarrollo de Fútbol de Estados Unidos. Tras cinco temporadas en la academia, fue convocado al Philadelphia Union II, el equipo de reserva del Philadelphia Union en el USL Championship. Debutó en competición con el Union II el 22 de julio de 2020, contra el New York Red Bulls II, como sustituto en el minuto 67 de Steve Kingue.
En agosto de 2020 firmó como jugador de cantera con el primer equipo a partir de 2021. En mayo de 2021, debutó con el primer equipo del Union como suplente en una victoria por 3-0 contra los Portland Timbers. Fue titular por primera vez con el Union en agosto, donde marcó el gol del empate del Union contra el New England Revolution. Su primer gol le valió el premio al mejor gol de la semana de la liga.

### Eintracht Fráncfort
El 17 de noviembre de 2022 se anunció que el Philadelphia Union y el Eintracht Fráncfort de la Bundesliga habían llegado a un acuerdo para su traspaso. Se informó de que la tarifa del acuerdo rondaba los 4 millones de dólares (más variables), con un porcentaje de venta para el Union también incluido.

## Selección nacional
En junio de 2022 recibió una convocatoria para la selección nacional sub-20 de Estados Unidos, donde marcó siete goles en siete partidos en el Campeonato Sub-20 de la Concacaf de 2022, lo que le valió el Balón de Oro y la Bota de Oro del torneo.

## Vida personal
Es el hermano menor del centrocampista del Leeds United F. C. y de Estados Unidos Brenden Aaronson.

## Estadísticas

### Clubes
Actualizado al último partido disputado el 8 de noviembre de 2024.
| Club                                 | Div.          | Temporada     | Liga  | Liga  | Liga   | Copas nacionales | Copas nacionales | Copas nacionales | Copas internacionales | Copas internacionales | Copas internacionales | Total | Total | Total  |
| Club                                 | Div.          | Temporada     | Part. | Goles | Asist. | Part.            | Goles            | Asist.           | Part.                 | Goles                 | Asist.                | Part. | Goles | Asist. |
| ------------------------------------ | ------------- | ------------- | ----- | ----- | ------ | ---------------- | ---------------- | ---------------- | --------------------- | --------------------- | --------------------- | ----- | ----- | ------ |
| Philadelphia Union II Estados Unidos | 2.ª           | 2020          | 12    | 1     | 1      | —                | —                | —                | —                     | —                     | —                     | 12    | 1     | 1      |
| Philadelphia Union II Estados Unidos | 3.ª           | 2022          | 10    | 5     | 2      | —                | —                | —                | —                     | —                     | —                     | 10    | 5     | 2      |
| Philadelphia Union II Estados Unidos | Total club    | Total club    | 22    | 6     | 3      | 0                | 0                | 0                | 0                     | 0                     | 0                     | 22    | 6     | 3      |
| Philadelphia Union Estados Unidos    | 1.ª           | 2021          | 16    | 3     | 0      | 0                | 0                | 0                | 1                     | 0                     | 0                     | 17    | 3     | 0      |
| Philadelphia Union Estados Unidos    | 1.ª           | 2022          | 24    | 1     | 0      | 1                | 0                | 0                | —                     | —                     | —                     | 25    | 1     | 0      |
| Philadelphia Union Estados Unidos    | Total club    | Total club    | 40    | 4     | 0      | 1                | 0                | 0                | 1                     | 0                     | 0                     | 42    | 4     | 0      |
| Eintracht Fráncfort · Alemania       | 1.ª           | 2022-23       | 7     | 0     | 0      | 1                | 0                | 0                | 0                     | 0                     | 0                     | 8     | 0     | 0      |
| Eintracht Fráncfort · Alemania       | 1.ª           | 2023-24       | 7     | 0     | 1      | 1                | 0                | 1                | 6                     | 0                     | 0                     | 14    | 0     | 2      |
| Eintracht Fráncfort · Alemania       | Total club    | Total club    | 14    | 0     | 1      | 2                | 0                | 1                | 6                     | 0                     | 0                     | 22    | 0     | 2      |
| S. B. V. Vitesse · Países Bajos      | 1.ª           | 2023-24       | 14    | 4     | 0      | —                | —                | —                | —                     | —                     | —                     | 14    | 4     | 0      |
| S. B. V. Vitesse · Países Bajos      | Total club    | Total club    | 14    | 3     | 0      | 0                | 0                | 0                | 0                     | 0                     | 0                     | 14    | 3     | 0      |
| Jong FC Utrecht · Países Bajos       | 2.ª           | 2024-25       | 1     | 0     | 0      | —                | —                | —                | —                     | —                     | —                     | 1     | 0     | 0      |
| Jong FC Utrecht · Países Bajos       | Total club    | Total club    | 1     | 0     | 0      | 0                | 0                | 0                | 0                     | 0                     | 0                     | 1     | 0     | 0      |
| F. C. Utrecht · Países Bajos         | 1.ª           | 2024-25       | 11    | 4     | 1      | 1                | 0                | 0                | —                     | —                     | —                     | 12    | 4     | 1      |
| F. C. Utrecht · Países Bajos         | Total club    | Total club    | 11    | 4     | 1      | 1                | 0                | 0                | 0                     | 0                     | 0                     | 12    | 4     | 1      |
| Total carrera                        | Total carrera | Total carrera | 102   | 18    | 5      | 4                | 0                | 1                | 7                     | 0                     | 0                     | 113   | 18    | 6      |

## Palmarés

### Títulos internacionales
| Título                           | Equipo                                 | País     | Año  |
| -------------------------------- | -------------------------------------- | -------- | ---- |
| Campeonato Sub-20 de la Concacaf | Selección sub-20 de los Estados Unidos | Honduras | 2022 |

### Distinciones individuales
| Distinción                                                     | Año  |
| -------------------------------------------------------------- | ---- |
| Máximo goleador del Campeonato Sub-20 de la Concacaf (7 goles) | 2022 |
| Mejor jugador del Campeonato Sub-20 de la Concacaf             | 2022 |
| Incluido en el Once ideal del Campeonato Sub-20 de la Concacaf | 2022 |